# Bataille de Tennōji

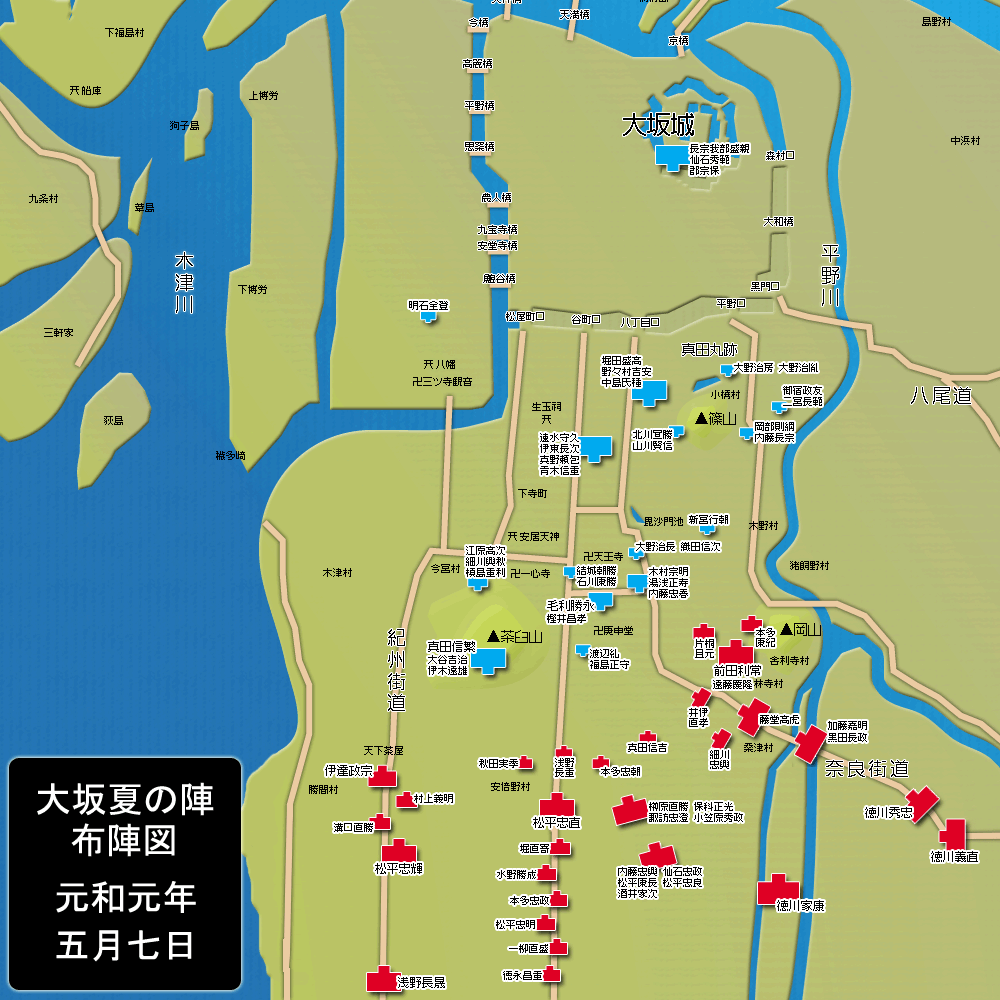
Plan de la bataille de Tennōji le 3 juin 1615.

La bataille de Tennōji (天王寺・岡山の戦い, Tennōji Okayama no tatakai) oppose le 3 juin 1615 les forces de Tokugawa Ieyasu à celles de Toyotomi Hideyori. Tokugawa assiège Osaka et Hideyori prépare une contre-attaque. Les deux camps commettent des erreurs jusqu'à la chute de Hideyori, qui se suicide. Avec plus de 15 000 morts, l'armée de Toyotomi perd près de 50 % de ses effectifs. Le plan d'Akashi Morishige était d'attaquer Tokugawa conjointement avec Sanada Yukimura, cette bataille fut par ailleurs la dernière de celui-ci.
Ishikawa Yasukatsu trouve la mort lors de cette bataille.

## Source de la traduction
- (en) Cet article est partiellement ou en totalité issu de l’article de Wikipédia en anglais intitulé « Battle of Tennōji » (voir la liste des auteurs).